# Iris Därmann
Iris Därmann (* 17. März 1963 in Witten) ist eine deutsche Kulturwissenschaftlerin und Philosophin.

## Leben
Seit 2012 ist Iris Därmann Professorin für Kulturwissenschaftliche Ästhetik an der Humboldt-Universität zu Berlin. Zu ihren Forschungsthemen zählen Phänomenologie, Psychoanalyse und französische Gegenwartsphilosophie, Bildtheorien, Kulturtheorien, Ethnologie und Konzepte des Fremden, Theater- und Tragödientheorien, Ökonomien des Gabentausches und Philosophie im kolonialen Kontext.
Von 2009 bis 2011 war Iris Därmann die Präsidentin der Deutschen Gesellschaft für Phänomenologische Forschung.

## Schriften (Auswahl)

### Monographien
- Sadismus mit und ohne Sade. Matthes & Seitz, Berlin 2023, ISBN 978-3-7518-2007-3.
- Undienlichkeit. Gewaltgeschichte und politische Philosophie. Matthes & Seitz, Berlin 2020, ISBN 978-3-9575-7874-7.
- Kulturtheorien zur Einführung. Junius, Hamburg 2011, ISBN 978-3-88506-688-0.
- Theorien der Gabe zur Einführung. Junius, Hamburg 2010, ISBN 978-3-88506-675-0.
- Figuren des Politischen. Suhrkamp, Frankfurt am Main 2009, ISBN 978-3-518-29511-3.
- Fremde Monde der Vernunft. Die ethnologische Provokation der Philosophie. Fink, München 2005, ISBN 978-3-7705-4152-2.
- Tod und Bild. Eine phänomenologische Mediengeschichte. Fink, München 1995, ISBN 978-3-7705-3005-2.

### Herausgaben
- Kraft der Dinge. Phänomenologische Skizzen. Fink, München 2014, ISBN 978-3-7705-5376-1.
- mit Kirsten Mahlke: Marcel Mauss. Handbuch der Ethnographie. Fink, München 2013, ISBN 978-3-7705-4013-6.
- mit Anna Echterhölter: Konfigurationen. Gebrauchsweisen des Raums. Diaphanes, Berlin 2013, ISBN 978-3-03734-156-8.
- mit Kathrin Busch: Bildtheorien aus Frankreich. Fink, München 2011, ISBN 978-3-7705-5013-5.
- mir Harald Lehmke: Die Tischgesellschaft. Philosophische und Kulturwissenschaftliche Annäherungen. transcript, Bielefeld 2008, ISBN 978-3-89942-694-6.
- mit Christoph Jamme: Kulturwissenschaften. Theorien, Konzepte, Autoren. Fink, München, 2007, ISBN 978-3-7705-4498-1.
- mit Kathrin Busch: Pathos. Konturen eines kulturwissenschaftlichen Begriffs. transcript, Bielefeld 2007, ISBN 978-3-89942-698-4.
- mit Kathrin Busch und Antje Kapust: Philosophie der Responsivität. Festschrift für Bernhard Waldenfels. Fink, München 2007, ISBN 978-3-7705-4523-0.
- mit Steffi Hobuß und Ulrich Lölke: Fremderfahrungen in ethnologischer und interkultureller Perspektive. Editions Rodopi, Amsterdam/New York 2004, ISBN 978-90-420-1953-9.
- mit Christoph Jamme: Fremderfahrung und Repräsentation. Velbrück Wissenschaft, Weilerswist 2002, ISBN 978-3-934730-40-3.
- mit Bernhard Waldenfels: Der Anspruch des Anderen. Perspektiven phänomenologischer Ethik. Fink, München 2002, ISBN 978-3-7705-3254-4.